# Loire 130
Die Loire 130 ist ein französisches Flugboot, das hauptsächlich im Zweiten Weltkrieg eingesetzt wurde.

## Entwicklung
Die Loire 130 beruht auf einer Ausschreibung der französischen Marine von 1933 für ein dreisitziges, katapultierfähiges Mehrzweckflugboot, das neben der Nutzung im Bordbetrieb auch für einen küstennahen Einsatz geeignet sein sollte. Im darauffolgenden Jahr wurde der Prototyp fertiggestellt und startete am 19. November 1934 zum Erstflug. Bei der Erprobung traten Probleme mit der Flugstabilität zutage, die lange Zeit nicht beseitigt werden konnten und den Beginn der Produktion um fast zwei Jahre verzögerten. Erst im August 1936 begann der Bau einer ersten, 45 Stück umfassenden Serie. Diese Bestellung wurde noch dreimal auf insgesamt 49 Loire 130 aufgestockt, zuletzt im Oktober 1938. Es wurden zwei Ausführungen hergestellt: die Normalausführung Loire 130M (für Metropole) für den Einsatz in Frankreich und die Loire 130C (für Colonie) für die Verwendung in den französischen Kolonien in Übersee mit größeren Kühlern und spezieller Tropenausrüstung. Es dauerte aber noch bis 1938, bis das Muster von den Streitkräften übernommen wurde. Eingesetzt wurde es auf nahezu allen mit einem Katapult ausgerüsteten Schiffen der Marine, unter anderem ab 1939 auf der Commandant Teste und den Einheiten 7S3 und 7S4. Im Kolonialeinsatz flog sie unter anderem bei der 8S2 in Fort-de-France, der 8S3 in Französisch-Westafrika und in der 8S4 im Libanon. Mit zunehmender Stückzahl wurde das Muster um 1939/1940 in neuaufgestellte Marine-, aber auch landgestützte Einheiten eingegliedert. So flogen Loire 130 z. B. im Dienst der Armée de l’air in Französisch-Indochina.
Bei Beginn des Westfeldzugs im Mai 1940 war die Auslieferung der bestellten Loire 130 noch nicht abgeschlossen und nach der Niederlage Frankreichs ließ die Vichy-Regierung neben den von ihr von der französischen Armee übernommenen Flugzeugen noch weitere 30 Exemplare produzieren. Auch die Regierung des freien Frankreichs gliederte einige Loire 130 in ihre Streitkräfte ein. Auf beiden Seiten wurde das vielseitige Modell die gesamte Kriegszeit über für die verschiedensten Zwecke geflogen, etwa zur Küstenüberwachung und -aufklärung, für Transport- und Ausbildungsaufgaben, zum Begleiten von Konvois und zur Artilleriebeobachtung. Ab November 1942 wurden sämtliche noch schiffsgestützte Loire 130 nach der Selbstversenkung der Vichy-Flotte an Land stationiert. Auch nach dem Ende des Krieges wurde das Flugzeug weiter genutzt. Die letzte Loire 130M, die der E8S in Indochina zugeordnet war, wurde zum Ende 1949/Anfang 1950 außer Dienst gestellt und verschrottet. Heute ist keins der etwa 125 bis 150 gebauten Exemplare mehr erhalten.

## Aufbau
Die Loire 130 ist ein verstrebter Schulterdecker in Gemischtbauweise. Der zweistufige Rumpf besteht ebenso wie die beidseitigen, einstufigen Stützschwimmer vollständig aus Metall. Die Schwimmer sind durch Streben mit Rumpf und Flügel verbunden. Der Tragflügel ist zweiteilig ausgeführt, besitzt zwei Holme und Rippen aus Védal und Duralumin und ist mit Stoff bespannt. Er kann im Bordbetrieb beigeklappt werden und beherbergt im Mittelteil den Hauptkraftstoffbehälter für den darüber in einer Gondel befindlichen Motor mit Druckschraube und Stirnkühler. Das Leitwerk ist freitragend und besteht aus einem mit Stoff bespannten Metallgerüst, ausgenommen den unteren Teil der Seitenflosse, die mit dem Rumpf eine Einheit bildet. Am Ende der im Flug verstellbaren Höhenflosse befinden sich an beiden Enden kleine Hilfsseitenflossen. Sowohl Seiten- als auch Höhenruder sind ausgeglichen.

## Technische Daten

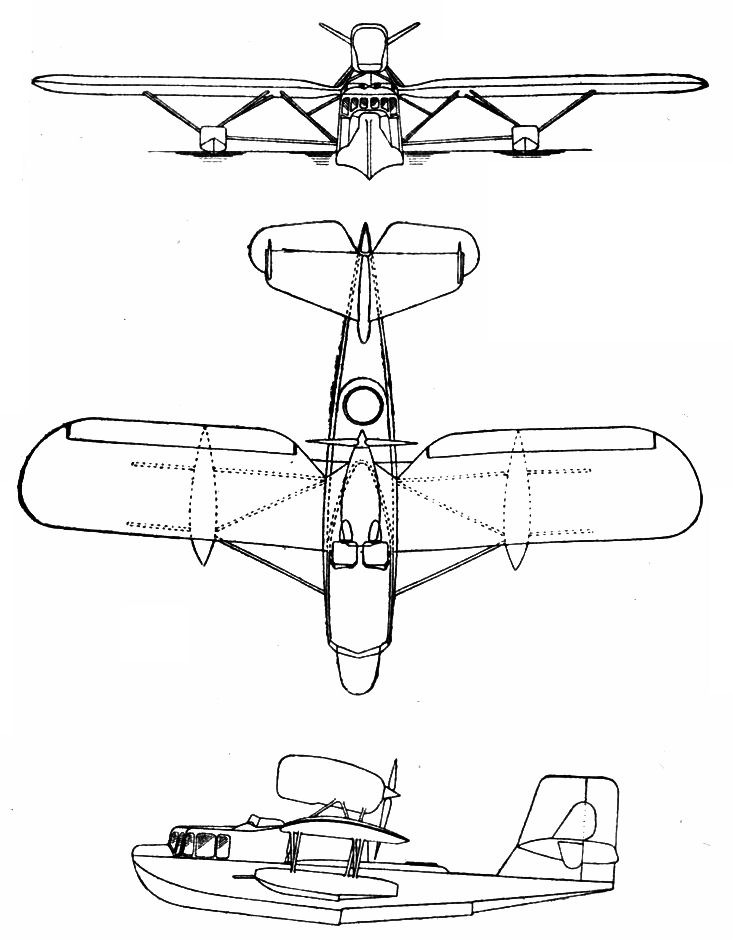
Dreiseitenriss

| Kenngröße              | Daten |
| ---------------------- | --- |
| Besatzung              | 3 (+ 4 Passagiere bei Verbindungseinsatz)                                                                             |
| Länge                  | 11,30 m |
| Spannweite             | 16,00 m |
| Höhe                   | 3,85 m |
| Flügelfläche           | 38,17 m² |
| Flügelstreckung        | 6,6 |
| Leermasse              | 2010 kg |
| Zuladung               | normal 1250 kg maximal 1490 kg                                                                                        |
| Startmasse             | normal 3260 kg maximal 3500 kg                                                                                        |
| Flächenbelastung       | 86 kg/m² |
| Leistungsbelastung     | 4,5 kg/PS |
| Flächenleistung        | 19 PS/m² |
| Antrieb                | ein wassergekühlter Zwölfzylinder-V-Motor mit Zweiblatt-Druckluftschraube                                             |
| Typ                    | Hispano-Suiza 12 Xbrs-1 mit 720 PS (530 kW)                                                                           |
| Höchstgeschwindigkeit  | 208 km/h in Bodennähe 226 km/h in 2800 m Höhe                                                                         |
| Marschgeschwindigkeit  | 180 km/h in 2000 m Höhe 150 km/h (wirtschaftlich)                                                                     |
| Mindestgeschwindigkeit | 98 km/h |
| Steiggeschwindigkeit   | 220 m/min |
| Steigzeit              | 45 min auf 6200 m |
| Startzeit              | 17 s bei 3260 kg Startmasse 20 s bei 3500 kg Startmasse                                                               |
| Gipfelhöhe             | praktisch 4500 m absolut 6200 m                                                                                       |
| Reichweite             | normal 850 km maximal 1260 km mit Zusatztank bei 3500 kg Startmasse                                                   |
| Aktionsradius          | maximal 450 km |
| Flugdauer              | 7,5 h bei 150 km/h |
| Bewaffnung             | ein starres 7,5-mm-MG Darne links vor der Pilotenkabine ein bewegliches 7,5-mm-Zwillings-MG Darne im Rumpfrückenstand |
| Abwurfmunition         | zwei 75-kg-Bomben G-2 oder zwei 75-kg-Wasserbomben SM an Außenstationen unter den Flügelverstrebungen nahe dem Rumpf  |